# پناهگاه (فیلم ۱۹۸۱)
پناهگاه (انگلیسی: The Bunker) یک تله‌فیلم درام تاریخی جنگی آمریکایی است که در سال ۱۹۸۱ میلادی توسط تایم‌لایف پروداکشنز و برپایهٔ کتاب پناهگاه اثری از جیمز پی. او دانل ساخته شده‌است.
فیلم داستان آخرین روزهای هیتلر و دیگر افراد حاضر در فورربونکر را روایت می‌کند.